# Veilig Verkeer Nederland
Veilig Verkeer Nederland (VVN) is in 2000 door een fusie van VVN, de Voetgangersvereniging en de stichting Kinderen Voorrang! onder de naam 3VO opgericht als de brede maatschappelijke organisatie die zich inzet voor de duurzame aanpak van verkeersveiligheid met speciale aandacht voor kwetsbaren. In 2006 is de naam 3VO gewijzigd in Veilig Verkeer Nederland. Na de koerswijziging van 2012 waarbij afstand werd genomen van het gedachtegoed van de fusie en de inhoudelijke fusievoorwaarden van de Minister is het vrijwilligersnetwerk MENSenSTRAAT opgericht.
Veilig Verkeer Nederland is een vereniging met Martijn Dadema sinds 26 juni 2020 als voorzitter. De leden zijn ondergebracht in 170 lokale afdelingen. De afdelingen vertegenwoordigen de organisatie op lokaal niveau en bestrijken in hun totaliteit vrijwel het gehele land. Het ondersteunende beroepsapparaat van de vereniging werkt vanuit het hoofdkantoor in Amersfoort en vier regionale steunpunten.
De missie van Veilig Verkeer Nederland luidt "Iedereen veilig over straat". De aanpak is gericht op educatie, gedragsbeïnvloeding en activatie, vanuit de gedachte dat iedereen kan bijdragen aan meer verkeersveiligheid. Tienduizenden vrijwilligers zetten zich met ondersteuning van Veilig Verkeer Nederland voor dit doel. Zij organiseren op lokaal of provinciaal niveau activiteiten zoals fietscontroles voor scholieren en rijvaardigheidsritten voor senioren. VVN Verkeersouders zijn actief op basisscholen en zetten zich onder andere in voor praktische verkeerslessen en een verkeersveiliger schoolomgeving. Veilig Verkeer Nederland geeft educatieve materialen uit waarmee voor basisscholen en elk jaar in april vindt sinds jaar en dag het Verkeersexamen plaats. Tevens adviseert Veilig Verkeer Nederland over hoe ouders thuis hun kind(eren) kunnen oefenen met verkeersdeelname.
Veilig Verkeer Nederland verzorgt en ondersteunt mediacampagnes zoals de Bob-campagne, De scholen zijn weer begonnen (voorheen Wij gaan weer naar School, elk jaar na de zomervakantie) en MONO en brengt haar adviezen over verkeersveiligheid onder de aandacht van politici. In 2012 introduceerde Veilig Verkeer Nederland het VVN Participatiepunt, waar jaarlijks zo'n 4.000 meldingen van bewoners over lokale onveilige verkeerssituaties binnenkomen.

## Geschiedenis
Het Verbond voor Veilig Verkeer werd opgericht in 1932 en is later overgegaan op de naam Veilig Verkeer Nederland. Burgers die zich zorgen maakten over de toenemende onveiligheid in het snel groeiende verkeer organiseerden zich en startten met activiteiten en lobby ter bevordering van de verkeersveiligheid. Vijf jaar na de oprichting hadden al 40 afdelingen zich aangesloten bij het verbond. Enkele wapenfeiten:
- 1932: Eerste jeugdverkeersexamens.
- 1944: 'Let op met Oog en Oor' vraagt aandacht voor veilig oversteken, na het voorstel tot het verwijderen van verkeersheuvels en tramhaltes
- 1947: Vanaf nu worden veilig-verkeer-onderscheidingen toegekend aan beroepschauffeurs.
- 1940: Het eerste proefnummer van de Jeugdverkeerskrant voor het basisonderwijs verschijnt.
- 1950: Het eerste nummer van het Verbondsorgaan (verkeerstijdschrift) verschijnt.
- 1957: Nieuwe voetgangersbepalingen leiden tot de Knipperbolcampagne.
- 1959: Verkeersonderwijs voor elke lagere school wordt verplicht na een lobby van 26 jaar.
- 1973: Start campagne 'Valhelm - hoofdzaak'
- 1990: Medewerking aan tv-programma '12 steden, 13 ongelukken'
- 1990: Landelijke invoering seniorenritten 'BROEM'
- 2000: Fusie Veilig Verkeer Nederland, stichting Kinderen Voorrang! en de Voetgangersvereniging.
- 2001: Start overheidscampagne Bob jij of Bob ik? met Veilig Verkeer Nederland als partner.
- 2015: Lancering online opfriscursus
- 2019: Lancering digitaal VVN Verkeersexamen.
- 2019: Start overheidscampagne MONO met Veilig Verkeer Nederland als partner.

## Fusie met twee andere organisaties tot 3VO
Op 1 april 2000 ontstond door een fusie tussen Veilig Verkeer Nederland, de stichting Kinderen Voorrang! en de Voetgangersvereniging de Verenigde Verkeers Veiligheids Organisatie 3VO. De drie organisaties brachten elk hun subsidie in.
Voorafgaand had minister Netelenbos bij VVN de voorwaarde gesteld dat de identiteit van de twee kleine fusiepartners herkenbaar diende te zijn in de nieuwe organisatie.
De nieuwe organisatie formuleerde statuten waarin centraal stond het bereiken van duurzame veiligheid en verblijfskwaliteit van de openbare ruimte. Ter verduidelijking van de doelstelling veranderde de organisatie in 2005 haar naam in '3VO voor Veilig Verkeer'. Maar een jaar later besloot de verenigingsraad van 3VO om voortaan weer door te gaan onder de naam Veilig Verkeer Nederland, omdat deze de meeste bekendheid bij het grote publiek genoot.
Dit bleek ook het begin te zijn van een geleidelijk afstand nemen van de voorwaarden van de minister. In de statuten van 2011 wordt met een kleine toevoeging afstand genomen van de fusie.
Een jaar later volgde een reorganisatie, die bewerkstelligde dat het zwaartepunt van de organisatie kwam te liggen bij de lokale afdelingen, die vooral binding hadden met het oorspronkelijke VVN-beleid van voor de fusie. Bijna alle landelijke beleidsmedewerkers werden ontslagen. De ondernemingsraad van VVN ging hiertegen in beroep bij de Ondernemingskamer en werd in het gelijk gesteld. Het reorganisatiebesluit moest worden ingetrokken.
Inmiddels had het merendeel van de ontslagen medewerkers al gebruikgemaakt van een vertrekregeling, waardoor de balans in de organisatie was verdwenen. Schriftelijke verzoeken tot overleg hierover vanuit (oud-)medewerkers en achterban van de twee kleine fusiepartners werden afgewezen. Omdat de fusieorganisatie niet meer herkenbaar was voor de twee kleinere fusiepartners, werd in 2013 MENSenSTRAAT opgericht.

## Huisvesting
Sinds 1 juni 2009 is het hoofdkantoor van Veilig Verkeer Nederland gehuisvest in de Brouwershof te Amersfoort. Toenmalig voorzitter Karla Peijs opende het gebouw in september 2009.

## Kritiek
In het in 2020 verschenen boek Het recht van de snelste van Thalia Verkade en Marco Te Brömmelstroet wordt teruggekeken op de fusie in 2000 en het vermeende eenzijdige autoperspectief van VVN geanalyseerd.
Over de aanpak van de meldingen zijn de meningen verdeeld. Onderzoek door de Stichting Wetenschappelijk Onderzoek Verkeersveiligheid (SWOV) bracht aan het licht dat de buurtacties voor de verkeersveiligheid niet werkten.
In 2002 werd woordvoerder Bert Woudenberg van VVN uit zijn functie gezet, omdat hij door Peter R. de Vries was gesnapt op veel te hard rijden.
De directeur van VVN, Joop Goos, werd in oktober 2009 eveneens betrapt door De Vries bij het rijden met veel te hoge snelheid, hij maakte later bekend om per 16 januari 2010 zijn werkzaamheden neer te leggen.
In 1995 was ook de toenmalige voorzitter van VVN Harry van den Bergh al in opspraak geraakt na een snelheidsovertreding. Voor Van den Bergh was dat indertijd geen reden om als voorzitter het veld te ruimen.